# Nagycsongova
Nagycsongova település Ukrajnában, a Beregszászi járásban.

## Fekvése
Nagyszőlőstől északra, a Borzsa közelében, Ölyvös mellett fekvő település.

## Története
Nagycsongova egykor a Nagyszőlősi uradalomhoz tartozott.
A 20. század elején Ugocsa vármegye Tiszánnineni járásához tartozott.
Az 1910-es népszámláláskor 1458 lakosa volt, ebből 16 magyar, 98 német, 1344 rutén volt, melyből 1253 görögkatolikus, 10 izraelita volt.
Fényes Elek Történelmi földrajzában írta a településről:"orosz falu Ugocsa vármegyében, közel Kis-Csongovához, a Borsova mellett. 482 görögkatolikus, 17 reformátuslakossal, görögkatolikus templommal. Földje kevés és sovány. A nagyszőlősi uradalomhoz tartozott."'

## Nevezetességek
- Görögkatolikus templomát 1872-ben építették a régi helyett. Védő Boldogasszony tiszteletére szentelték fel. Anyakönyvet 1784-től vezetnek.